# Apure (delstat)

Apures läge i Venezuela.

Apures flagga

Apure är en av Venezuelas delstater, och är belägen i den sydvästra delen av landet. Ytan uppgår till 76 500 kvadratkilometer, och befolkningen var beräknad till 485 470 invånare år 2008. Delstatens administrativa huvudort är San Fernando de Apure.
En betydande del av delstatens norra gräns följer floden Apures dragning österut, mot dess mynning ut i den större Orinocofloden, vilken i sin tur utgör delstatens östra gräns. I söder gränsar Apure till Colombia. 
Delstaten skapades 1901.

## Administrativ indelning
Delstaten är indelad i sju autonoma kommuner, municipio autónomo, som i sin tur är indelade i sammanlagt 26 socknar, parroquias.
Autonoma kommuner (med administrativ huvudort inom parentes):
- Achaguas (Achaguas)
- Biruaca (Biruaca)
- Muñoz (Bruzual)
- Páez (Guasdualito)
- Pedro Camejo (San Juan de Payara)
- Rómulo Gallegos (Elorza)
- San Fernando (San Fernando de Apure)